# 女良古墳
女良古墳（めらこふん）は、和歌山県海南市下津町にある古墳。女良集落背後の山麓標高19mに位置し、現在は1号および2号墳の2基が確認されている。

## 概要
当地域では蜜柑畑の開墾が早くから進められていたため、現存しているのは一号墳のみであるが、かつては古墳群をなしていたと考えられている。1号墳が昭和48年（1973年）5月に県の指定史跡となった。この一号墳は、羨道の約半分を失っているもののそれ以外の部分はほとんど完全な形で残っている当地域唯一の古墳である。すでに盗掘を受け開口していたが、昭和44年（1969年）7月24日から8月19日にかけて発掘調査が行われた。

### 製造時期・被葬者
構築の状況や出土品から古墳時代終末期の6世紀末から7世紀前半のものだと考えられる。
具体的な被葬者はわかっていない。奥行き3分の1の所で木棺が発見され、鉄釘についていた木片から板の厚さは2.5cmぐらいだと推測される。また、人骨らしきものも発見されているが、確認できていない。
九州地方の横穴式石室と酷似した特徴を持つことから、九州との海を介した交流を行っていた人物であると推測される。

### 規模
- 一号墳

底径：約15m
高さ：約5m
石室：全長7.94m
前室：幅1.63m、長さ2.3m
羨道部：長さ2.15m　幅1.8m（中央部、奥になるほど広くなっている）
玄室：奥行き3.49m、幅2.11m（中央部）、高さ2.76m
石棚：床からの高さ1.79m、奥行き0.86m、幅1.66m

### 墳形
一号墳は直径約15mの円墳（外部遺構は認められない）。

### 現状
- 第1号古墳

周りがミカン畑として開墾されているため、盛り土は発掘当時すでに取り除かれていた。
石室は南向きに開口する割石積みで、山麓の地山を凹めて建造されている。
前室、羨道部の天井は半壊状態である。前室と羨道部の東の壁に門柱がある。西側の門柱は取り除かれている。
玄室の奥壁下方3分の1には大きな一枚岩が使われており、その上二横積みにした長い柱状の石を積み重ねている。また、奥壁の中央よりやや上には一枚の石棚が架けられている（後期横穴式石室によくみられる）。
石質は、大部分が緑色片岩で、一部石英片岩が使われている（これらの石はこの地域で産出されるごく普通のもの）。
- 第2号古墳

第1号墳と同じ大きさで、同じ方向に開かれた横穴式石室であったが、発掘当時すでに破壊されていた。
側壁下部30cm程は残っており、床面には玉石が敷き並べられていた。
盗掘のためか出土遺物は見つからず、現在は埋められている。

### 出土品
玄室の奥側から須恵器、土師器、瓦器の破片が多く出土した。また、この土層の下から銅心金張りの耳飾りが4個、鉄釘が発見されている。
耳飾りの厚さは0.4㎜。
その他、瓦器、土釜片も出土しているが、これらは平安、鎌倉時代に石室を開け行われた仏事の際に、使われたものであると考えられる。

### 特徴
玄室内に石棚が架けられている古墳は全国的に100基近く発見されており、そのうち半数近くが和歌山県にある。それらの古墳は主に紀の川流域やその支流にあるため、女良古墳のような場所にあるのは極めて貴重である。

## 所在地
和歌山県海南市下津町女良奥谷1373番地

### 交通アクセス
- JR紀勢本線「加茂郷駅」から徒歩30分